# Università degli Studi della Campania Luigi Vanvitelli
Die Universität Kampanien „Luigi Vanviteli“ (italienisch Università degli Studi della Campania “Luigi Vanvitelli”) ist eine seit 1992 bestehende staatliche Universität in der süditalienischen Region Kampanien. Ihr Hauptsitz ist in Caserta, Außenstellen befinden sich in acht weiteren Städten der Region, darunter Neapel. Sie ist nach dem Architekten Luigi Vanvitelli benannt, dessen bedeutendstes Werk der Palast von Caserta ist. Die Universität war bis 2016 als „Zweite Universität von Neapel“ (italienisch Seconda Università degli Studi di Napoli, SUN) bekannt. Zum Zeitpunkt ihrer Gründung war sie nach der sehr viel älteren Universität Neapel Federico II die zweite Universität Neapels; die beiden Hochschulen Istituto Universitario Orientale und Istituto Universitario Navale erhielten erst 2002 und 2006 den Status von Volluniversitäten. Damit ist die Universität Kampanien die zweite von vier Universitäten im Großraum Neapel.

## Geschichte
Bei der Universität handelt es sich um eine Ausgliederung aus der 1224 gegründeten Federico II, die in den 1980er Jahren wegen zunehmender Studentenzahlen Kapazitätsprobleme hatte. Die Gründung der zweiten Universität erfolgte mit einem Gesetz vom 7. August 1990 (245/90), der Hochschulbetrieb wurde 1992 aufgenommen, zunächst mit Schwerpunkt auf dem medizinischen Bereich. Im weiteren Verlauf wurde der Hochschulbetrieb schrittweise aus der Stadt Neapel ins Umland verlagert. Hierzu wurden entweder neue Gebäude errichtet oder ältere für den Bedarf der Universität umgebaut oder hergerichtet. In Caserta wird derzeit ein neues Universitätsklinikum gebaut. Die Verlagerung verschiedener Organisationseinheiten in die Region führte 2016 zur Umbenennung der Universität.

## Organisation
Die Universität ist seit 2010 nicht mehr in Fakultäten gegliedert, sondern in Schulen und Dipartimenti – Fachbereiche. Neben einer polytechnischen Schule und einer medizinischen Schule in bestehen derzeit (2022) die folgenden Dipartimenti:
- Aversa
  - Architettura e disegno industriale – Architektur und Industrial Design
  - Ingegneria – Ingenieurwesen
- Capua
  - Economia – Wirtschaftswissenschaften
- Caserta
  - Matematica e fisica – Mathematik und Physik
  - Psicologia – Psychologie
  - Scienze politiche – Politikwissenschaften
  - Scienze e tecnologie ambientali, biologiche e farmaceutiche – Umweltwissenschaften, biologische und pharmazeutische Wissenschaften und Technologien
- Neapel: Sieben medizinische Fachbereiche, die schrittweise nach Caserta verlegt werden sollen
  - Medicina di Precisione – Präzisionsmedizin
  - Dipartimento della Donna, del Bambino e di Chirurgia Generale e Specialistica – Fachbereich Frauen, Kinder und Allgemein- und Fachchirurgie
  - Medicina Sperimentale – Experimentelle Medizin
  - Dipartimento Multidisciplinare di Specialità Medico – Chirurgiche e Odontoiatriche – Multidisziplinärer Fachbereich für medizinische, chirurgische und zahnmedizinische Fachgebiete
  - Dipartimento di Scienze Mediche Traslazionali – Fachbereich für Translationale Medizinische Wissenschaften
  - Dipartimento di Scienze Mediche e Chirurgiche Avanzate – Fachbereich für fortgeschrittene medizinische und chirurgische Wissenschaften
  - Dipartimento di Salute Mentale e Fisica e Medicina Preventiva – Fachbereich für geistige und körperliche Gesundheit und Präventivmedizin
- Santa Maria Capua Vetere
  - Dipartimento di Giurisprudenza – Rechtswissenschaften
  - Dipartimento di Lettere e Beni Culturali – Geisteswissenschaften und Kulturgüter

## Rektoren
- Domenico Mancino (1990–1998)
- Antonio Grella (1998–2006)
- Francesco Rossi (2006–2014)
- Giuseppe Paolisso (2014–2020)
- Giovanni Francesco Nicoletti (2020–2026)